# Lucas de Groot
Lucas de Groot, aussi écrit Luc(as) de Groot, né le 21 juin 1963 à Noordwijkerhout aux Pays-Bas, est un créateur de caractères néerlandais. Il est connu pour les polices de caractères Thesis (TheSans, TheSerif, TheMix, TheSansMono et plus tard TheAntiqua), Calibri et Consolas de Microsoft Office (depuis 2007) et Microsoft Windows (depuis Vista), et d’autres polices.